# فرانچسکا فرانکولینی
فرانچسکا فرانکلینی (متولد ۲۷ دسامبر ۱۹۷۹) بازیکن سافت بال اهل ایتالیا است که در بازی‌های المپیک تابستانی ۲۰۰۴ شرکت کرده‌است.